# Roger Boury
Pour les articles homonymes, voir Boury.
Roger Boury (né le 30 décembre 1925 à Isbergues et décédé le 4 décembre 2010 à Lille) est un footballeur international français, évoluant au poste de milieu de terrain.

## Biographie
Roger Boury commence sa carrière professionnelle au Racing Club de Lens en 1945, trouve sa place dans le collectif de l'équipe et dispute chaque saison une bonne vingtaine de matches. Mais les résultats lensois se dégradant, Boury part au Club olympique Roubaix-Tourcoing en 1948. À l'aise dans sa nouvelle équipe, il est appelé pour la première et unique fois en équipe nationale, en 1952. Le 20 avril, il dispute une rencontre amicale face au Portugal, et remporte le match trois à zéro. En 1955, après la relégation de son club, et à la demande des joueurs lensois eux-mêmes, le club sang et or le fait revenir, contre une somme d'un peu moins de deux millions d'anciens francs. Dans une équipe aux ambitions retrouvées, Boury joue le haut de tableau de première division, et atteint la deuxième place en 1957. Un an plus tard, il décide de mettre fin à sa carrière, après avoir disputé au total plus de trois-cent-cinquante matches en France, et inscrit soixante-huit buts.
Retiré du monde du football, Roger Boury fait une dernière apparition sur la pelouse du stade Félix-Bollaert lors des festivités du centenaire du Racing, en 2006, et meurt le 4 décembre 2010.
Son fils, Hugues, a fait partie de l'effectif de Saint-Étienne dans les années de 1975 à 1978.

## Palmarès
- Vice-champion de France : 1957